# Колесниківка
Колесникі́вка — село в Україні, у Станично-Луганській селищній громаді Щастинського району Луганської області.
Населення становить 155 осіб. Орган місцевого самоврядування — Комишненська сільська рада.

## Населення
За даними перепису 2001 року населення села становило 155 осіб, з них 7,1% зазначили рідною мову українську, а 92,9% — російську.

## Руйнування села 2014 року
16 липня 2014 року зведений прикордонний загін разом із саперами та спецпризначенцями Збройних Сил України натрапив на засідку російських диверсантів. Під час перевірки ділянки в районі села, де лінія розмежування стикалася з українсько-російським кордоном, бійці натрапили на озброєних осіб у формі зразка росії. Після викриття, диверсанти почали відходити до кордону. Загинули прикордонники Микола ПОСТОЛЬНИЙ та Максим ЗАКОПАЙЛО. Їх нагороджено орденами «За мужність» ІІІ ступеня, посмертно.
У ніч проти 24 липня 2014 року під час російсько-української війни з території Росії терористи з реактивної системи залпового вогню «Град» обстріляли село, завдавши значні руйнування. Вогонь вівся з метою знищення українського блокпоста, який, як з'ясувалось, був розташований в іншому місці.
25 листопада 2014 року в районі Станиці Луганської на напрямку «Маноцький-Колесниківка» зафіксовано порушення повітряного простору України двома російськими реактивними літаками, які всупереч Мінському перемир'ю залетіли на територію України на глибину 0,5 та 5 км.
3 грудня близько 15:00 недалеко від державного кордону відбувся бій з російською диверсійно-розвідувальною групою. Українські прикордонники спільно з МВС і ЗСУ проводили антидиверсійну операцію та виявили «гніздо» російських найманців. Відбувся бій, внаслідок чого ворог зазнав значних втрат та відступив, один український військовий отримав поранення

## Пам'ятки
Неподалік від села розташовані ботанічні заказники місцевого значення «Комишнянський» і Піщаний.
Поблизу села було виявлено стоянки мустьєрської культури (100-40 тисяч років тому) та поселення епохи пізньої бронзи (II — початок I тисячоліття до н. е.), знайдено скарб золотих виробів сарматської культури (III століття до н. е. — III століття н. е.).